# Synallaxis brachyura
El pijuí pizarroso (Synallaxis brachyura) es una especie de ave paseriforme de la familia Furnariidae perteneciente al numeroso género Synallaxis. Es nativa de América Central y del noroeste de América del Sur.

## Nombres populares
Se le denomina también arquitecto plomizo (en Costa Rica), chamicero pizarra o rastrojero pizarra (en Colombia), cola espina gris (en Honduras), colaespina pizarrosa (en Ecuador), cola-espina pizarroso (en Perú), colaespina plomiza (en Panamá) o colaespina apizarrado (en Nicaragua).

## Distribución y hábitat
Se distribuye desde el centro norte de Honduras, por Nicaragua, Costa Rica, Panamá, hacia el sur por el norte y oeste de Colombia, oeste de Ecuador, hasta el extremo noroeste de Perú.
Esta especie es considerada común en una variedad de hábitats naturales: bosques arbustivos, bordes y clareras de bosques, jardines, hasta los 2000 m de altitud en Colombia.

## Descripción
Mide entre 14 y 16 cm de longitud y pesa entre 16 y 21 g. Su frente y lados de la cabeza son de color gris pizarra oscuro; la corona, la nuca y las coberteras alares y la base de las alas de color rojizo rufo. El dorso es oliva parduzco oscuro y el resto de las alas y la cola oliva tiznado oscuro. La barbilla y la garganta son de color pizarra con manchas blancas. Las plumas de la parte inferior de la garganta muestran una base negra que les dibuja un parche negruzco. El pecho es de color pizarra oscuro y el abdomen es más claro. Los flancos son oliva negruzco. El iris es castaño rojizo, el pico es negro y las patas son entre gris azulado y negruzco.

## Comportamiento
Esta ave es un poco menos furtiva que los otros Synallaxis; forrajea más alto que el nivel del suelo y ocasionalmente hasta emerge de la densa cobertura.

### Alimentación
Se alimentan de insectos y arañas y sus larvas y huevos. Forrajean principalmente entre la vegetación enmarañada.

### Reproducción
Construyen un nido en forma globular de 36 por 43 cm, con techo de paja y entrada tubular, asegurado a algún arbusto, entre 0,4 y 4,5 m de altura. La hembra pone dos a tres huevos blancos o verdosos.

### Vocalización
El canto es un chirrido gutural de timbre bajo a menudo introducido por unas pocas notas, por ejemplo: «ch-ch-chirrrr», o solamente «chirrrr».

## Sistemática

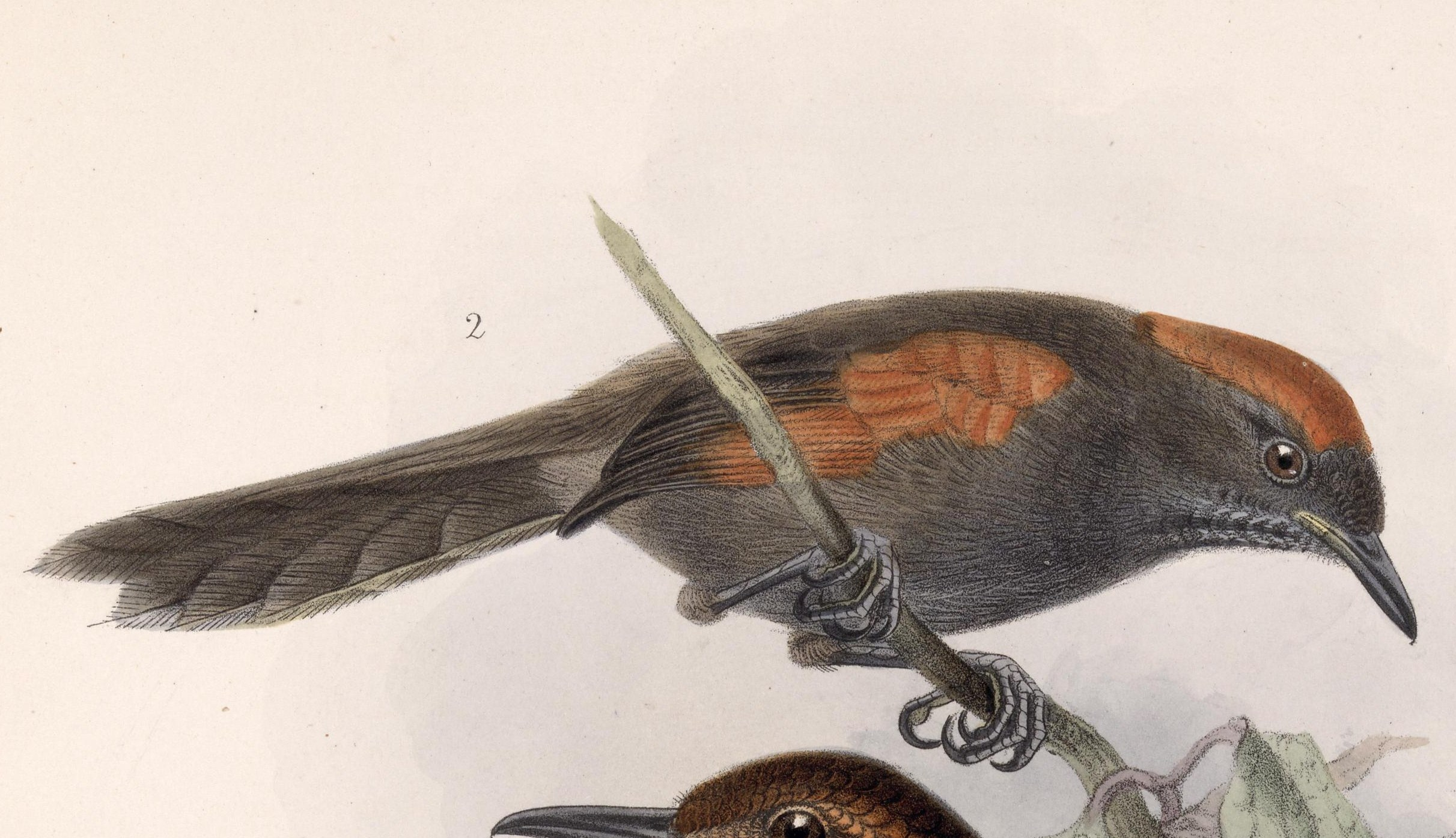
Synallaxis pudica = Synallaxis brachyura, ilustración de Keulemans en Biologia Centrali-Americana, 1902.

### Descripción original
La especie S. brachyura fue descrita por primera vez por el naturalista francés Frédéric de Lafresnaye en 1843 bajo el nombre científico Synnalaxis (error) brachyurus; su localidad tipo es: «Colombia = "Bogotá"».

### Etimología
El nombre genérico femenino «Synallaxis» puede derivar del griego «συναλλαξις sunallaxis, συναλλαξεως sunallaxeōs»: intercambio; tal vez porque el creador del género, Vieillot, pensó que dos ejemplares de características semejantes del género podrían ser macho y hembra de la misma especie, o entonces, en alusión a las características diferentes que garantizan la separación genérica; una acepción diferente sería que deriva del nombre griego «Synalasis», una de las ninfas griegas Ionides. El nombre de la especie «brachyura», se compone de las palabras del griego «βραχυς brakhus»: corto  y «ουρος ouros»: cola; significando «de cola corta».

### Taxonomía
Los datos genético-moleculares indican que esta especie es hermana de Synallaxis subpudica. La subespecie propuesta chapmani Bangs & Penard, 1919 (de Colombia) fue descrita como parecida a nigrifumosa, pero aparentemente se trata de una variación clinal y los especímenes individuales no son diagnosticables. La subespecie propuesta  jaraguana (de Goiás, en el este de Brasil), fue basada en especímenes mal identificados de Synallaxis hypospodia.

### Subespecies
Según la clasificación del Congreso Ornitológico Internacional (IOC) se reconocen cuatro subespecies, con su correspondiente distribución geográfica:
- Synallaxis brachyura nigrifumosa Lawrence, 1865 – del centro norte de Honduras hacia el sur hasta Panamá y noroeste de Colombia hacia el sur hasta el noroeste de Ecuador (al sur hasta Guayas).
- Synallaxis brachyura brachyura Lafresnaye, 1843 – nprte de Colombia (Antioquia hacia el este hasta el valle del Magdalena).
- Synallaxis brachyura caucae Chapman, 1914 – centro de Colombia (valle del Cauca).
- Synallaxis brachyura griseonucha Chapman, 1923 – suroeste de Ecuador (al sur desde Guayas y Azuay) hacia el sur hasta el extremo noroeste de Perú (Tumbes).